# The Surge
The Surge (с англ. — «Всплеск») — компьютерная игра в жанре Action/RPG с видом от третьего лица, разработанная немецкой студией Deck13 Interactive и изданная компанией Focus Home Interactive. В основе The Surge, выполненной в духе научной фантастики, находятся сложные и требовательные к игроку сражения в духе серии Souls. Игра вышла 16 мая 2017 года на платформах Windows, PlayStation 4 и Xbox One. В 2019 году была выпущена вторая часть игры — The Surge 2.

## Геймплей
Игра The Surge разработана в стиле серии Souls, из неё же заимствованы основы игровой механики. Однако в The Surge протагонист сражается не с демонами, а с роботами, и вместо условно средневекового антуража попадает на заводы и свалки мусора.
Управление персонажем осуществляется от третьего лица. Геймплей основан на сражениях протагониста, использующего экзоскелет, с врагами — роботами или другими людьми в экзоскелетах. Акцент делается на ближний бой с малым количеством оппонентов и высокой ценой ошибочных действий. В бою можно нацеливаться на разные части тела врагов, а также использовать различные финишные движения. Ещё одно отличие от серии Souls — добыча оружия и брони. В этой игре чтобы получить оружие или элемент брони, их нужно сначала отнять у врага. Практически любой элемент экипировки врага можно отобрать для использования в своих целях. Для этого нужно отрубить ту часть тела врага, где находится желаемый элемент. Мощность экзоскелета персонажа прокачивается в соответствии с его уровнем, и постепенно обмундирование героя становится лучше.

## Сюжет игры
Действие игры разворачивается в мрачном будущем, где человечество исчерпало ресурсы Земли. Игра перенесёт нас в мрачное будущее нашей планеты, пострадавшей от климатических катаклизмов. В новых и без того нелегких условиях жизнь людей осложняют корпорации, занимающиеся повальной роботизацией.

## Разработка
13 июня 2015 года компания Deck13 Interactive объявила, что будет создавать игру под названием The Surge, а издателем игры будет компания Focus Home Interactive.
16 июня 2016 года на E3 был показан ролик игры, в котором были показаны декорации будущего проекта. На презентации разработчики немного рассказали о мире и сюжете игры и сообщили, что игра выйдет в 2017 году. 17 марта 2017 года была названа точная даты выхода игры.. По заявлениям разработчиков, игра не будет использовать антипиратскую защиту Denuvo, а также не будет поддержки модификаций. 16 мая 2017 года игра вышла на платформах Microsoft Windows, PlayStation 4 и Xbox One.

## Отзывы и рецензии
| Сводный рейтинг | Сводный рейтинг | Сводный рейтинг | Сводный рейтинг |
| Издание         | Оценка          | Оценка          | Оценка          |
| Издание         | PC              | PS4             | Xbox One        |
| --------------- | --------------- | --------------- | --------------- |
| GameRankings    | 71,20 %         | 72,29 %         | 75,00 %         |

Критики единодушно оценили The Surge как игру, которая далека от совершенства, но в то же время имеет ряд хорошо реализованных идей. Рейтинг RPG на сайте-агрегаторе мнений Metacritic довольно высок — 7,1, на портале GameRankings игра набрала 74,58 %.
The Surge не обошло стороной сравнение с Dark Souls, поэтому игроки и критики с настороженностью отнеслись к выпуску проекта, потенциально способного стать ещё одним клоном знаменитой серии. Вопреки пессимистичным прогнозам The Surge получилась самостоятельной игрой с обширными локациями и серьёзными требованиями к игроку.
В англоязычной прессе преобладают нейтральные отзывы на The Surge. Среди преимуществ игры рецензенты отмечают впечатляющий дизайн уровней, схватки роботов-тяжеловесов, возможность собрать оснащение главного героя буквально по частям, а также заимствование элементов корпуса роботов для прокачки своего персонажа. Недоработками в The Surge критики считают слишком сложную и непредсказуемую систему боя и поведения врагов, запутанные локации, а также банальный сюжет. Один из журналистов подмечает тривиальность завязки сюжета, связанной со вмешательством мегакорпорации, воплощающей зло, в человеческую природу. Рецензент издания Polygon согласен с данной точкой зрения. Он подчеркивает, что этот сюжет уже многократно и всесторонне освещался в научной фантастике. Тем не менее, журналисту пришлась по душе загадочная, тревожная и жуткая, с его точки зрения, атмосфера лабиринта уровней The Surge, где за каждым поворотом персонажа поджидает новый враг.
Летом 2018 года, благодаря уязвимости в защите Steam Web API, стало известно, что точное количество пользователей сервиса Steam, которые играли в игру хотя бы один раз, составляет 161 690 человек.